# Berry's Cafe
Berry's Cafe（ベリーズカフェ）は、スターツ出版株式会社が運営する小説投稿サイトである。

## 概要
「ケータイ小説サイト野いちご」の姉妹サイトとして誕生。利用にあたって料金は発生しない。メインのユーザ層は20～40代の主婦やOLといった大人の女性層である。「ケータイ小説サイト野いちご」と同じように恋愛を軸にした小説の傾向が強いが、「Berry's Cafe」の方が年齢設定が高い。利用者達によって毎日更新される投稿作品たちを無料で閲覧でき、書籍化される作品もあるという点は「ケータイ小説サイト野いちご」と共通していて、そのノウハウを生かしたサイトである。書籍化は、現在ベリーズ文庫、マカロン文庫、ベリーズファンタジーで毎月行われている。また、コミカライズされる作品もあり、現在comic Berry's、Berry's Fantasyが掲載の受け皿となっている。
利用登録者は18歳以上に限られているが、大人の読者様に向けて企画を展開しコミュニティ機能を強化するためである。具体的なものとしては性描写についてだが、擬音や喘ぎ声までの表現はセーフで、なおかつストーリー上で必要であるのならば基準をクリアしている。「ケータイ小説サイト野いちご」でも同じ作品を連載する者もいるが、そちらは年齢制限なく小学生も閲覧しても安心できるレベルが求められているのでクリアできない作品は公開してはならない。どちらでも言えることだが性シーンが内容の主題となる作品はNGである。
2011年のオープン時からPCや携帯電話（フィーチャーフォン/スマートフォン）のウェブブラウザ対応のほか、 後にアプリ(Android版/iOS版)の提供もされている。

## 沿革
- 2011年10月 小説サイト「Berry' Cafe」オープン
- 2012年2月 Berry's Books創刊
- 2012年12月 Berry's Books休刊
- 2013年4月 ベリーズ文庫創刊
- 2013年6月 スマートフォンアプリ「Berry's Cafe読書」（略称「ベリカフェ読書」、現在名「ベリカフェ - 恋愛小説アプリ」）リリース
- 2014年3月　Android版投稿専用アプリ「だれでも作家」リリース
- 2015年4月 マカロン文庫創刊
- 2018年1月 フィーチャーフォン用サイトのサービスを終了[7]
- 2018年9月　Android版投稿専用アプリ「だれでも作家」サービス終了
- 2020年6月 ベリーズファンタジー創刊
- 2023年4月 ベリーズファンタジースイート創刊

## 小説レーベル

### Berry's Books
Berry's Books （ベリーズブックス）は、2012年2月25日に創刊された単行本レーベル
。「Berry' Cafe」投稿作品の書籍化として大人の女性向け恋愛小説を取り扱う
。ベリーズ文庫にリニューアルしたが、それまで刊行された作品は、後にベリーズ文庫で文庫化されたものもあるものの殆ど当レーベルのままである。

### ベリーズ文庫
ベリーズ文庫（ベリーズぶんこ）は、2013年4月10日に創刊された文庫本レーベル。「Berry' Cafe」の書籍化はBerry’s Booksが行っていたが、単行本の版型よりも、文庫本のほうが昨今の市況にマッチするだろうという判断で、ベリーズ文庫にリニューアルした。「ドキドキする恋、あります。」をコンセプトにしている。創刊当初から刊行しているオフィスラブや最近は御曹司などが恋愛相手の現代が舞台の作品は、ピンク色の背表紙をしている。他に、2017年5月刊行分からヒストリカルものなどを扱う背表紙が紫色のベリーズ文庫ラブファンタジーや、2018年9月刊行分から異世界トリップや転生などを扱う背表紙は黄色のベリーズ文庫異世界ファンタジーが加わった。

### マカロン文庫
マカロン文庫（マカロンぶんこ）は、2015年4月7日に創刊された電子書籍レーベル。コンセプトは「恋にはいろんな色がある。」で、運命的な出会いにときめいたり、大好きな人から溺愛されるような“ハッピーな恋”、何気ない日常に幸せを感じる“ほのぼのした恋”、届かない想いに胸が苦しくなる“切ない恋”など、さまざまな恋を、気軽に読み切れる短編作品として刊行。

### スターツ出版文庫
スターツ出版文庫（スターツしゅっぱんぶんこ）は、2015年12月28日に創刊された文庫本レーベル。Berry's Cafe投稿作品以外に「ケータイ小説サイト野いちご」や「ノベマ!」などからも出版していて、前述の恋愛小説に特化したレーベルであるBerry’s Books、ベリーズ文庫、マカロン文庫と異なり、恋愛小説以外も扱っているライト文芸系レーベルである。

### ベリーズファンタジー
ベリーズファンタジーは、2020年6月5日に創刊された単行本レーベル。異世界ファンタジー系の小説を扱っている。愛されるだけではなく、ヒロインが自らの手で運命を切り開き、一歩踏み出すドラマを提供する。同社の『ベリーズ文庫異世界ファンタジー』と傾向が似ているが、表紙イラストのみのあちらとは違い、こちらは挿絵もあり大判のライトノベルである。また、同社のコミック誌『Berry's Fantasy』とは読みまで同じだが別レーベルである。

### ベリーズファンタジースイート
ベリーズファンタジースイートは、2023年4月5日に創刊された単行本レーベル。異世界恋愛ファンタジーを扱う。恋愛の甘さが溢れる、おやつ（スイート）のような心ときめく小説を提供する。ベリーズ文庫におけるベリーズ文庫ラブファンタジーやベリーズ文庫異世界ファンタジーと違い、ベリーズファンタジー内の区分ではなく独立しているレーベルである。

## コミック誌
いずれも電子コミック誌で、コミックスはBerry's COMICSから発行。コミックスも電子書籍が主だが、紙版で出版されることもある。姉妹誌に「ケータイ小説サイト野いちご」作品を掲載するnoicomiがある。いずれもコミカライズされる際に書籍版からタイトルが変更される作品が多いため、原作を公式サイトでそのまま検索しても見つからないこともある。

### comic Berry's
comic Berry's（コミックベリーズ）は、2016年8月5日に創刊された電子コミック誌。ベリーズ文庫（Berry’s Books含む）の作品のコミカライズで構成されている。月2回配信している。ファンタジー系の作品が発売される前に創刊されていたため、作品の傾向も現代ものである。

### Berry's Fantasy
Berry's Fantasy（ベリーズファンタジー）、は2019年9月27日に創刊された電子コミック誌。月1回配信している。作品傾向は異世界＆ラブファンタジーで、ベリーズ文庫の書籍化作品のほか、comic Berry'sマンガシナリオ大賞の作品もコミカライズされている。
同社の異世界ファンタジー小説の単行本レーベル『ベリーズファンタジー』とは読みと傾向が同じな別レーベルである。

## 文学賞・コンテスト
継続中の賞は太字で表記。商業化以外の副賞は基本的に省略している。